# Yohoho! Puzzle Pirates
Yohoho! Puzzle Pirates es un videojuego en línea multijugador. El jugador asume el rol de un pirata, teniendo aventuras en alta mar y saqueando el dinero de naves enemigas errantes (controladas por otros jugadores o por el computador). La mecánica de Puzzle Pirates está impulsada por videojuegos de puzzle. Por ejemplo, para navegar eficazmente un barco los miembros de una tripulación deben jugar rompecabezas que representan la «navegación» del barco para ganar velocidad, el bombeo de las «aguas del pantoque», es decir las aguas acumuladas en el fondo del barco («bilge water», en idioma inglés), y «carpintería» para reparar cualquier daño que pudiera ocurrirle al barco. 
Puzzle Pirates es un juego de composición abierta e impulsado por su comunidad. Con el tiempo, cualquier pirata pueden unirse a una «tripulación», e incrementar su rango en ella, comprar y gestionar veleros y tiendas, inclusive convertirse en capitán de una tripulación, integrar la clase noble de una «bandera» (una alianza de varias tripulaciones), o ser gobernador de una isla. Las islas son gobernadas y las tiendas son administradas exclusivamente por los jugadores.
Los jugadores son estimulados por «Three Rings» a utilizar un lenguaje propio, por ejemplo palabras y frases como «Ahoy!» y «Yaaar!» en vez de «Hola» y «Hurra», respectivamente, y los moderadores del juego («Ocean Masters») utilizan exclusivamente éstas y otras frases. En las notas que aparecen en las Noticias, que son actualizadas regularmente, se emplean términos como «Jackanapes». En noviembre del 2007 se registraron 3 millones de piratas en el juego.

## Los tipos de océano
Los océanos varían según la forma de acceder a ellos, existen océanos gratuitos y océanos por suscripción. Los jugadores pueden acceder gratuitamente a la mayoría de puzles del juego. Los medios de pago difieren según el tipo de océano en el que se esté jugando: Si se juega en un océano «doubloon», uno debe pagar utilizando como los «doblones», una moneda de oro, o el «real de a 8» («Pieces of eight» o «PoE», en inglés), una moneda de plata, esta última es la moneda más común en el juego. En los océanos por subscripción, sólo se requiere utilizar el «real de a 8» para realizar compras dentro del juego. Por ejemplo, un regalo puede costar 5 doblones y 5,000 PoE en un océano gratuito pero solo costaría 5,000 PoE en un océano por subscripción. 

### Océanos por subscripción
El primer océano por subscripción fue abierto el 8 de diciembre de 2003, la fecha oficial de lanzamiento del juego. Los océanos por subscripción toman su nombre de distintas tonalidades del color azul y son: Midnight and Cobalt.
Existen variadas opciones de suscripción, como es stándar con MMORPGs;
- Plan Mensual: $9.95 por mes.
- Plan Trimestral: $24.95 por trimestre.
- Plan Anual: $74.95 por año.

Además hay un descuento para clientes antiguos de $49.95 por año, disponible para jugadores de 2 o más años de antigüedad.
Un método alternativo es convertir 42 doblones en una subscripción mensual, método conocido como «doubscription», que puede ser renovada cada mes. En mayo del 2005, el juego se puso en venta al público, incluyendo la subscripción por un mes en el juego y la posibilidad de jugar cuatro puzles en modo unipersonal a modo de práctica.
En ninguno de los dos océanos por subscripción se utilizan los doblones.
Existe un océano a prueba, conocido como Ice, disponible para cualquier jugador que se encuentre subscrito o tenga el número de doblones necesarios. Aunque es un océano en modo de prueba, se asemeja mucho a un océano por subscripción ya que en este océano sólo los suscriptores tienen acceso ilimitado a todas las partes del juego.

### Océanos gratuitos o «Doubloon»
El primer océano gratuito fue abierto el 11 de febrero de 2005. Estos océanos toman su nombre de diferentes matices del color verde y son conocidos como: Viridian, Sage, Hunter, Malachite, Opal (en alemán) y Jade (en español).
En un océano gratuito, los objetos pueden ser comprados tanto con reales de a ocho como con doblones. Un jugador debe invertir doblones para aumentar su rango (pirata, oficial o capitán), jugar todos los juegos sin restricciones, compar artículos dentro del juego (como botes, y ropa), crear una nueva tripulación o una bandera, y realizar importantes tareas. Desde diciembre de 2005, los doblones pueden ser comprados por 0.20 o 0.25 centavos de dólar americanos cada uno, según la cantidad, o también comprados a otros jugadores por una suma inexacta de PoE.
Quienes acceden a pagar sumas adicionales de dinero real para obtener más poder en el juego pueden comprar muchos doblones y venderlos a otros jugadores a cambio de reales de a ocho. Los que deseen jugar gratuitamente pueden comprar la cantidad de doblones que necesiten a otros jugadores, quienes habrían comprado doblones con dinero real. Ambas operaciones se realizan en el intercambio de doblones dentro del juego. Este mecanismo funciona como un mercado de intercambio de artículos, con una lista de ofertas de compra y venta; los jugadores pueden hacer una oferta y esperar o hacer negocio con la mejor oferta publicada. Esto origina un modelo de oferta y demanda, donde el jugador paga con su dinero, con su tiempo o sus habilidades en los puzles.
Los doblones incluso pueden ser comprados en algunos países mediante SMS, sin embargo, como los costos son facturados en moneda extranjera, los precios suelen ser mayores que los que se pagan con tarjeta de crédito o el servicio PayPal. Convertir 42 doblones en una suscripción mensual permite a las personas que sólo acceden a un teléfono móvil poder jugar como suscriptores.

## Servidores en otras lenguas
Three Rings Design otorgó una licencia exclusiva a Gamigo, una empresa de juegos en-línea localizada en Alemania, para implementar un servidor en idioma alemán, el cual se llamó «Océano Índigo». Debido a problemas irresueltos con Gamigo, no se continuó apoyando el «Océano Índigo»; más bien Three Rings Design lanzó el 8 de diciembre de 2006, su propio servidor en idioma alemán, nombrado «Océano Opal». El océano «Indigo» fue cerrado el 30 de diciembre de 2006.
El 7 de mayo de 2008 se anunció el acuerdo entre Three Rings y GungHo Online Entertainment Inc. para desarrollar un servidor en idioma japonés. El nuevo océano sería abierto en el verano nor-hemisférico de 2008.

## Viviendas
Los jugadores puede adquirir una residencia en el juego, como chalets, mansiones, bungalows, villas y otras. Cada jugador recibe gratuitamente una choza durante el primer periodo en el que juega, y también recibe una caja y una cama enrollable (bedroll). Cada casa tiene un número variable de compañeros de habitación (room-mates), quienes tienen libertad para llevar mobiliario, acceder a todo el edificio mientras el dueño no esté presente, y tener cofres de tesoros y guardarropas en sus aposentos. El número exacto de compañeros depende del tamaño de la casa. Además, un jugador puede comprar mobiliario en las mueblerías existentes (Furniture Shoppes) en las islas con mayor población y adaptarlas a su casa.

## Tripulaciones
Las tripulaciones (Crews) son el eje central del juego. Los propósitos de las tripulaciones varían largamente pero el fin general es adquirir fama, crear un buen clima social e integrarse o crear una Bandera. Lo siguiente son los rangos (ranks) que cada jugador puede alcanzar en la tripulación. (Tómese en cuenta que los requisitos para alcanzar determinado rango difieren en cada tripulación, asimismo que los rangos son asignados por el Capitán o por medio de una votación, según el sistema político de cada tripulación)
- Capitan (Captain) es el más alto rango en una tripulación. Los capitanes generalmente poseen buenas estadísticas, son hábiles para atraer jugadores a su tripulación y suelen haber sido oficiales en otra tripulación.
- El rango Oficial Mayor (Senior Officer) usualmente es dado a personas que han demostrado ser de confianza, poseer una cantidad importante de fondos, poseen buenas estadísticas y tienen un buen tiempo en la tripulación.
- El rango Oficial de flota (Fleet Officer) suele otorgarse a quienes poseen buenas estadísticas, según cada tripulación, han acumulado cierta cantidad de dinero y han pertenecido a la tripulación por un período.
- El rango Oficial (Officer) es otorgado a personas con buenas estadísticas, especialmente en el puzle «navegación de batalla».
- El rango Pirata (Pirate) es dado a quienes tienen buenas estadísticas (en general) o buenas estadísticas en el puzzle «cañonéo», o con frecuencia a quienes compran una insignia de pirata.
- El rango Persona de cabina (Cabin person) se otorga comúnmente a los piratas nuevos en una tripulación. En los océanos por suscripción este es el único rango disponible para los jugadores no-suscritos.
- El rango Pirata contratado (Jobbing pirate) pertenece a los jugadores que forman parte de la tripulación temporalmente, pero reciben un pago por ayudar a la tripulación en tareas asignadas en alta mar. Si un jugador es un «jobber», tan pronto se desconecta del juego es removido de la lista de tripulantes. Un oficial puede invitar a cualquier pirata, de cualquier rango, a trabajar en su tripulación.

Para iniciar una Tripulación, un pirata debe haber logrado mínimamente un nivel «narrow» de experiencia en los puzles «bombeo de agua», «vela», «carpintería», «lucha de espadas», «navegación» y «navegación de batalla», poseer la escritura de una embarcación propia, y tener una insignia de capitán asimismo 10 doblobes en los océanos «doublon» o estar suscrito en un océano por suscripción.

## Banderas
Las «Banderas» («Flags» en inglés) son grupos de «Tripulaciones» («Crews») que se encuentran asociadas. Solo las «Banderas» pueden declarar y participar en una guerra y formar alianzas, nunca una «Tripulación» por sí sola. Existen tres rangos al interior de una «Bandera»:
- Los Monarcas («Monarchs» en inglés) son quienes crearon la «Bandera». Solo puede gobernar un monarca a la vez. Ellos pueden proponer alianzas, treguas y guerras, pero éstas deben ser votadas por la «Nobleza». Pueden existir «Banderas» sin «Monarcas».
- Los miembros de la Realeza («Royalty» en inglés) son el segundo más alto rango de la «Bandera». Ellos son elegidos por todos los miembros de la realeza y los monarcas, teniendo los mismos privilegios que estos últimos aunque no existe límite en cuanto a cuántos miembros pueden formar este rango.
- Los Nobles («Titled members» en inglés) no tienen privilegios especiales pero normalmente son reconocidos como miembros confiables de la «Bandera».

Los «Monarcas» reciben el título de Rey o Reina; la «Realeza», los de Príncipe o Princesa; y los «Nobles» reciben los títulos de Lord o Lady.
Cuando una «Bandera» propone una alianza, una tregua o una guerra, esto es votado por los «Monarcas» y la «Realeza», que además son los únicos que pueden proponer asuntos para votación.
Para poder iniciar una «Bandera», una «Tripulación» debe tener cierto nivel de fama y una persona debe poseer una insignia de capitán además de 20 doblones en un océano «doubloon» o estar suscrito a un océano por subscripción.